# 落合誠一
落合 誠一（おちあい せいいち、1944年4月10日 - ）は、日本の法学者。専門は商法。東京大学名誉教授。前中央大学教授。弁護士（登録番号：35071）。西村あさひ法律事務所顧問（オブ・カウンセル）、西村高等法務研究所所長。鴻常夫門下。弟子に、小塚荘一郎、榊素寛、飯田秀総、得津晶など。

## 経歴
- 1968年3月 - 東京大学法学部卒業
- 1970年4月 - 弁護士登録
- 1974年3月 - 弁護士登録抹消　東京大学大学院法学政治学研究科修士課程修了
- 1974年4月 - 東京大学法学部助手
- 1977年4月 - 成蹊大学法学部助教授
- 1981年4月 - 成蹊大学法学部教授
- 1990年4月 - 東京大学法学部教授
- 1991年4月 - 東京大学大学院法学政治学研究科教授
- 2006年4月 - 法と経済学会会長
- 2006年10月 - 日本保険学会理事長
- 2007年3月 - 東京大学退職
- 2007年4月 - 中央大学大学院法務研究科教授、弁護士登録（第一東京弁護士会）、西村ときわ法律事務所（現・西村あさひ法律事務所）顧問
- 2007年6月 - 東京大学名誉教授
- 2015年3月 - 中央大学大学院法務研究科教授退職

## 著書・論文

### 単著
- 『運送責任の基礎理論』（弘文堂、1979年）
- 『多国籍企業における子会社の債権者保護』（総合研究開発機構、1987年）
- 『運送法の課題と展開』（弘文堂、1994年）
- 『比較投資信託法制研究』（有斐閣、1996年）
- 『消費者契約法』　（有斐閣、2001年）
- 『商法　新しい企業法入門 (改訂版)』（放送大学教育振興会、2006年）

### 共著
- 『商法I 総則・商行為（第3版補訂版）』（有斐閣、2007年）
- 『商法II 会社（第7版）』」（有斐閣、2006年）
- 『目で見る商法教材(第4版補訂版)』　（有斐閣、2003年）
- 『日本の企業と法』（有斐閣、1996年）

### 編著
- 『論文から見る現代社会と法』（有斐閣、1995年）
- 『わが国M&Aの課題と展望』（商事法務、2006年）

### 共編著
- 『現代企業立法の軌跡と展望　鴻常夫先生古稀記念』（商事法務、1995年）
- 『日本海法会創立百周年祝賀　海法大系』（商事法務、2003年）
- 『別冊ジュリスト 手形小切手判例百選(第6版)』（有斐閣、2004年）
- 『上級商法 ガバナンス編（第2版）』（商事法務、2006年）

### 監修
- 『新しい時代の消費者法』（中央法規出版、2001年）